# Pliska
Pliska (starobulharsky Пльсковъ) je malé město (bývalá vesnice s názvem Aboba), jež bylo přejmenováno poté, co se v jeho blízkosti našly pozůstatky původního středověkého města, které bylo   hlavním městem první bulharské říše a začaly zde vykopávky.

## Středověká Pliska

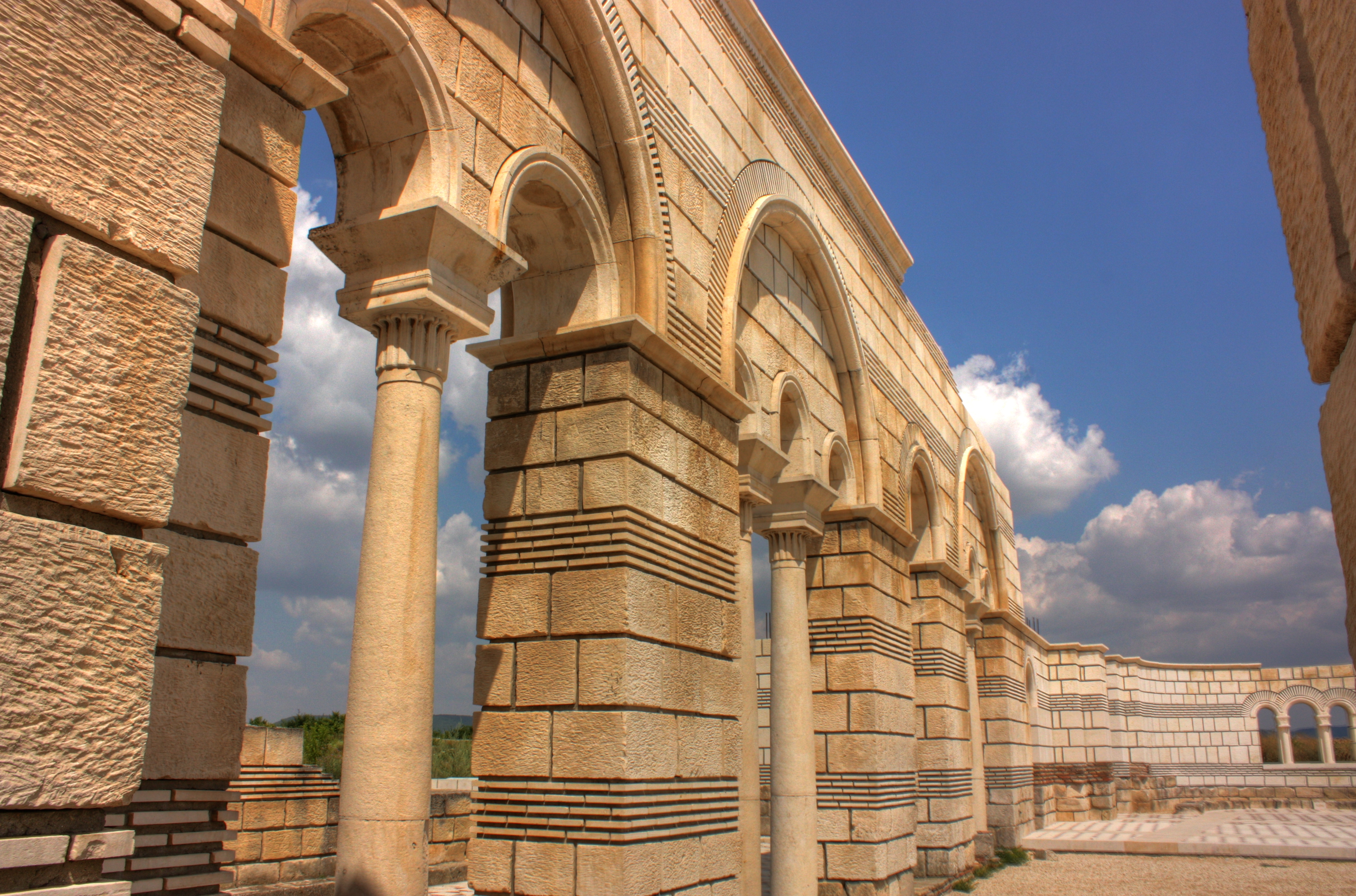
Částečně rekonstruované pozůstatky Velké baziliky

Podle apokryfního spisu Vidění proroka Izaiáše z 11. století byla Pliska založena již chánem Asparuchem, spíše se ale vyvinula z opevněného vojenského tábora. V následujících staletích Pliska rostla, tento vývoj byl na krátkou dobu přerušen vydrancováním města byzantským císařem Nikeforem I. Po Nikeforově poražení se začala budovat znova a stala se jedním z center bulharské kultury, a to až do roku 893, kdy car Symeon přesídlil do nového hlavního města Preslavi. Pliska si přesto udržela na řadu staletí výsadní postavení – její význam upadl až po okupaci Bulharska osmanskými Turky ke konci 14. století.

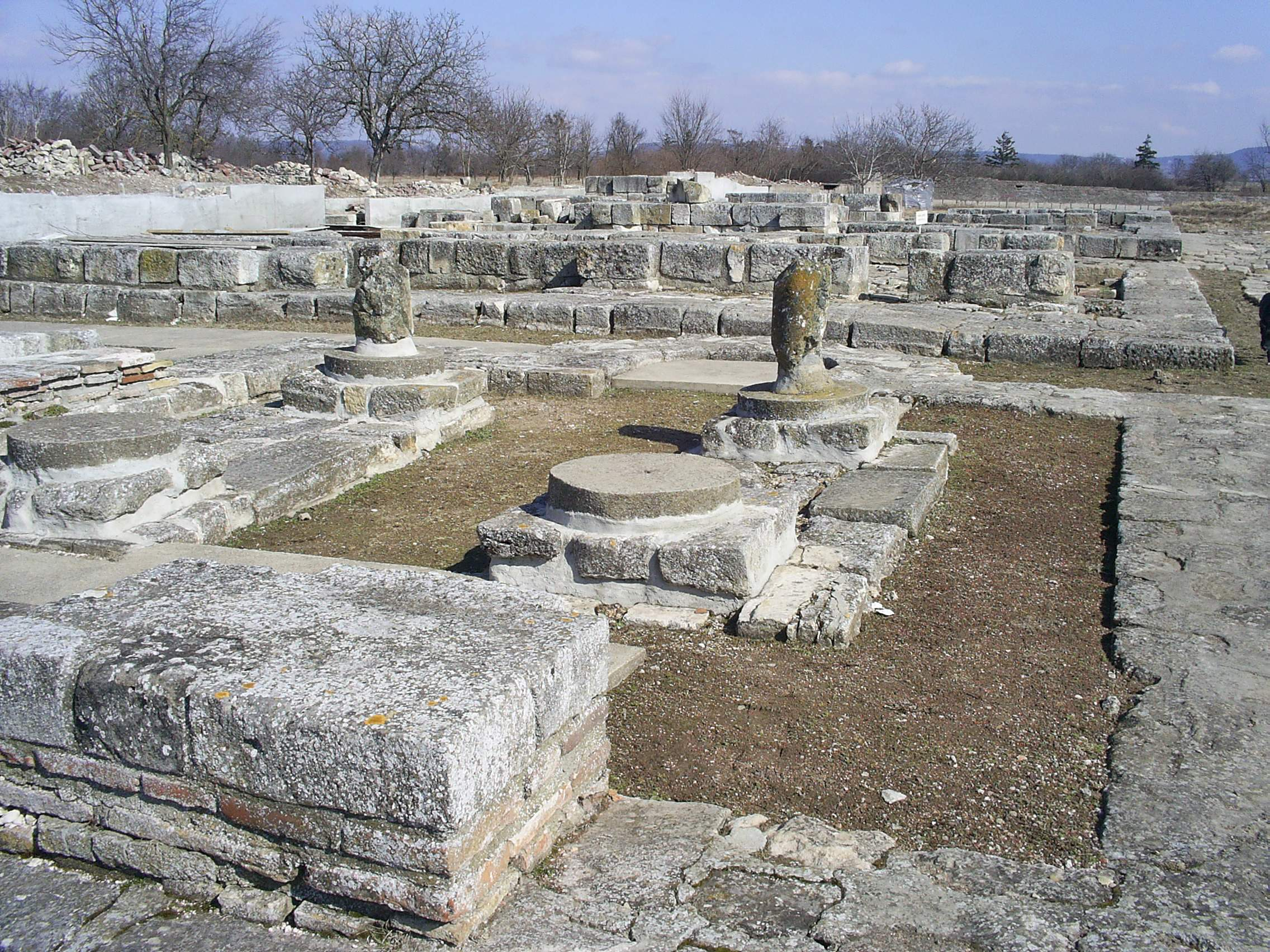
Pozůstatky budov

Město ve svém rozkvětu zabíralo plochu 23 km². Bylo rozděleno na vnitřní město s kamennými hradbami, kde sídlili car a jeho bojaři, a vnější chráněné sypaným valem, obývané řemeslníky. V této části se nacházely nejrůznější druhy výroby – hrnčířství, kovářství, zlatnictví, košťařství či slévačství, které většinou dodávaly výrobky vládnoucím vrstvám. Ve vnějším městě také stálo více než 30 kostelů, z nichž nejstarší je takzvaná Velká bazilika, vůbec největší stavba tohoto typu na Balkáně. Stavby ve vnitřním městě jsou často rozsáhlých proporcí, inspirovaných antickými budovami. Vedle reprezentativního trůnního paláce z doby Omurtaga a v nižších vrstvách pod ním ještě rozlehlejšího paláce Kruma, jež byl zničen během Nikeforova útoku, zde stála i citadela, v níž bulharští vládci sídlili. Na místě původního pohanského chrámu se v pozdějších letech vystavěla bazilika, neboli Palácový kostel. Stavby byly vystaveny s tak vyspělou tehdejší technikou a uměním, že se v tehdejší době mohla Plisce vyrovnat pouze města byzantská. V Plisce také působil Metodějův žák Naum, než přesídlil do Preslavi.
Vůbec poprvé objevil zbytky města roku 1886 český vědec Konstantin Jireček, ale o první průzkumy se zasloužil až Karel Škorpil na přelomu 19. a 20. století.

## Moderní Pliska
Za osmanské nadvlády Pliska zpustla a pouze poblíž ní se zachovala vesnice jménem Aboba. Ta byla roku 1925 přejmenována na Pliskov. Dnešní podoba jména, tedy Pliska, se začala používat od roku 1947. Moderní město má zhruba 900 obyvatel a nachází se ve výši 146 m n. m. v Šumenské oblasti zhruba 400 km na severovýchod od Sofie.

## Zajímavosti
- Dne 11. září 1988 byla bulharskými astronomy objevena planetka, která byla nazvána Pliska.[6]
- Pliska je též značka známé bulharské brandy.[7]